# 発電服
「発電服（はつでんふく）」とは、衣服に組み込まれた発電機能によって身につけた人の動きや環境エネルギーを利用して電気を発生させる特殊なウェアである。発電服は、主にスマートテキスタイルやウェアラブルテクノロジーの一分野として注目されており、従来のバッテリーに依存せず携帯機器の充電やセンサーへの電力供給を行うことを目的とする。
※英名はPower Generating Clothes、略してPGC。

## 概要
発電服は、特殊な素材や発電素子（例えば、圧電素子、熱電素子、光起電素子など）を衣服の繊維や生地に組み込むことで、人体の動きや体温差、太陽光などから微弱な電力を生成する。発生した電力は、スマートフォンやウェアラブルデバイスへの充電、小型照明の点灯、健康モニタリングセンサーへの給電などに利用可能である。

## 仕組み
主に以下の発電方式が用いられる。
- 圧電発電: 歩行や腕の動きなどの機械的圧力を電気に変換する技術である。
- 熱電発電: 体表と外気との温度差を利用して電気を生成する方式である。
- 光起電発電: 衣服に取り付けられた太陽光発電パネルや光起電繊維によって光エネルギーを電気に変換する。

## 利用例と応用
- アウトドアやスポーツにおけるスマートウェアとして、携帯機器の充電やセンサーの電源を賄う。
- 災害時の非常用電源として活用される。
- 健康管理のためのバイタルセンサー搭載ウェアとしても用いられる。
- 環境に優しい再生可能エネルギー衣料として研究開発が進められている。

## 課題と展望
現在の技術では出力される電力が微弱なため、商用利用にはさらなる技術革新が必要である。また、衣服としての快適性や耐久性、洗濯可能性も重要な課題である。将来的には発電効率の向上や耐久性の改善、ファッション性との融合により、日常生活で広く普及する可能性がある。
発電服はエネルギー自給自足型のウェアラブル機器として、持続可能な社会を目指す技術革新の一つであると期待されている。